# Nazionale maschile di rugby a 15 della Tunisia
La nazionale tunisina di rugby a 15 è la selezione maschile di rugby a 15 (o Rugby union) che rappresenta la Tunisia a livello internazionale.
Attiva in via ufficiale dal 1976, opera sotto la giurisdizione della Fédération Tunisienne de Rugby.
La nazionale tunisina partecipa regolarmente all'Africa Cup, competizione continentale in cui si è classificata seconda in tre occasioni (2002, 2008-09 e 2011). In precedenza, fu impegnata nel campionato europeo dal 1979-80 al 1998-99, quando la Federazione nazionale si affiliò alla confederazione africana.
La Tunisia non ha mai preso parte ad alcuna edizione della Coppa del Mondo di rugby, nel 1991 fallì la qualificazione classificandosi al secondo posto nella zona africana dietro allo Zimbabwe.
I giocatori che compongono la squadra nazionale sono comunemente noti col soprannome di Aigles de Carthage (in inglese Carthage Eagles), che in lingua italiana significa: "aquile di Cartagine".